# Okinawa
Okinawa (em japonês: 沖縄県; romaniz.: Okinawa-ken; em uchinaaguchi: Uchinā) ou Oquinaua é a prefeitura mais a sul do Japão. Consiste em 169 ilhas que formam o arquipélago Ryukyu, numa cadeia de ilhas de 1000 km² de extensão, que se estendem, à sudoeste, de Kyushu até Taiwan, mesmo que suas ilhas mais a norte façam parte da prefeitura de Kagoshima. A capital de Okinawa, Naha, está localizada na parte meridional da maior e mais povoada ilha do arquipélago: a ilha de Okinawa. As disputadas ilhas Senkaku são, em teoria, administradas como parte dessa mesma prefeitura.
Antigamente, Okinawa fazia parte de um reino independente, o Reino de Ryukyu, decisivo para o desenvolvimento de uma cultura própria no desenrolar de uma história particular e significantemente diferente do resto do Japão.

## História

### Período Pré-histórico
A presença humana mais antiga em Okinawa foi identificada no Sítio Arqueológico da Caverna Yamashita, em Naha, datado de cerca de 32 mil anos atrás, durante o período Paleolítico. Já no período Jomon, há evidências de navegação com canoas de tronco escavado, sugerindo interações comerciais entre as ilhas Ryukyu e outras partes do arquipélago japonês. Artefatos como obsidiana oriunda da atual província de Saga (Quiuxu) foram encontrados em Okinawa, assim como fragmentos de cerâmica de estilo Okinawa em locais arqueológicos no sul de Quiuxu, indicando trocas culturais e econômicas significativas.

### Período dos Sítios de Conchas
Entre os séculos I e X, durante o chamado Período dos Sítios de Conchas (Kaizuka Jidai), a subsistência na região de Okinawa baseava-se principalmente na pesca, caça e coleta, não havendo indícios claros de agricultura estabelecida. Os vestígios arqueológicos desse período incluem habitações do tipo semi-subterrâneo e achados como conchas, ossos e ferramentas, que revelam aspectos do cotidiano da população da época.
Do século VII ao X, observa-se uma transição para o início do Período Gusuku, marcada pela introdução generalizada de ferramentas de ferro e mudanças nos rituais funerários. Começam a surgir sinais de estratificação social e formação de comunidades organizadas. Embora ainda sem registros escritos ou uma estrutura estatal formal, as ilhas Ryukyu mantinham relações comerciais modestas com Quiuxu e as ilhas Amami, desenvolvendo uma cultura própria com elementos distintos da do Japão continental e do Sudeste Asiático.

### Período dos Três Reinos (三山時代)
Entre os séculos XIV e XV, Okinawa foi dividida em três reinos principais: Hokuzan (Norte), Chuzan (Centro) e Nanzan (Sul). Após prolongadas disputas, o rei de Chuzan, Sho Hashi, unificou a ilha principal em 1429, estabelecendo o Reino de Ryukyu e inaugurando a Primeira Dinastia Sho. A partir desse momento, o reino passou a desenvolver intensas relações tributárias e diplomáticas com a China, e também iniciou contatos regulares com o Japão e outros países asiáticos. Naha se consolidou como um centro estratégico de comércio internacional, e diversos elementos culturais, incluindo o uso de caracteres chineses, foram integrados à sociedade local.

### Período de Domínio de Satsuma
Em 1609, o domínio feudal japonês de Satsuma (atualmente parte da província de Kagoshima) lançou uma expedição militar às Ryukyus. Embora o Reino de Ryukyu tenha mantido formalmente sua autonomia e continuado o relacionamento tributário com a China, passou a estar sob influência política e econômica de Satsuma. O reino, então, ocupava uma posição diplomática singular, servindo como elo entre o Japão e a China em um contexto regional complexo.
Durante este período, o governo do reino foi reorganizado, com ênfase em valores confucionistas e no fortalecimento da administração central. Apesar da influência externa, o Reino de Ryukyu preservou e cultivou sua cultura própria, incluindo língua, religião e manifestações artísticas, consolidando-se como uma sociedade distinta dentro do contexto do Japão feudal.

### Anexação pelo Japão e Criação da Província de Okinawa
Com a Restauração Meiji, o Japão iniciou um processo de centralização administrativa. Em 1872, o Reino de Ryukyu foi transformado em Domínio de Ryukyu (Ryukyu-han) e o então rei Sho Tai foi nomeado nobre do recém-formado sistema de classes do Japão moderno. Em 1879, com a abolição dos domínios feudais e a criação das províncias modernas (haihan chiken), o Domínio de Ryukyu foi oficialmente dissolvido e a Província de Okinawa foi instituída, integrando a região de forma plena ao Estado japonês.

### Segunda Guerra Mundial
Durante a Segunda Guerra Mundial, Okinawa foi palco de uma das batalhas mais intensas do conflito no Pacífico. A chamada Batalha de Okinawa, iniciada em 1945, resultou na morte de aproximadamente 200 mil pessoas, incluindo cerca de 94 mil civis, 66 mil soldados japoneses e 12.500 soldados norte-americanos. A população local foi profundamente afetada, com perdas humanas e destruição generalizada, decorrentes tanto dos combates quanto do uso de armas pesadas e táticas de guerra total, como o bombardeio naval e o uso de lança-chamas.

### Período de Administração Americana
Após a guerra, Okinawa foi colocada sob administração dos Estados Unidos, separando-se administrativamente do restante do Japão. Sob o governo militar americano, a reconstrução da infraestrutura e do sistema educacional foi iniciada. Durante este período, o dólar americano substituiu o iene, e a cultura dos Estados Unidos começou a se misturar com os costumes locais, influenciando até hoje elementos da culinária regional, como o taco rice.

### Retorno ao Japão
Em 15 de maio de 1972, após negociações bilaterais, Okinawa foi oficialmente devolvida ao Japão, tornando-se novamente uma província japonesa sob a Constituição nacional. Apesar da reintegração política e administrativa, uma considerável parte das bases militares dos Estados Unidos permaneceu na região, gerando debates contínuos sobre segurança, desenvolvimento regional e convivência com as instalações militares.

### Situação Atual
Atualmente, Okinawa é reconhecida tanto por sua importância estratégica como por sua rica diversidade cultural. Elementos como a música tradicional com sanshin, a dança eisa, o idioma okinawano (parte das línguas ryukyuenses) e a culinária local são amplamente celebrados no Japão. Iniciativas para a preservação da língua e das artes tradicionais vêm sendo apoiadas por instituições locais e pelo governo nacional, com o objetivo de transmitir esse patrimônio às novas gerações.
Ao mesmo tempo, questões como a concentração de bases militares estrangeiras continuam sendo temas sensíveis. Em tempos recentes, circularam nas redes sociais vídeos supostamente ligados a movimentos de independência de Okinawa; no entanto, investigações identificaram que muitos desses conteúdos foram divulgados por contas de fora do Japão, com imagens não relacionadas à realidade local. De acordo com pesquisas realizadas por veículos locais, como o Okinawa Times, apenas uma pequena parcela da população — cerca de 2% — apoia a independência da província.
Okinawa segue desempenhando um papel singular dentro da nação japonesa: uma região de herança histórica multifacetada, que busca equilibrar sua identidade cultural própria com os desafios e responsabilidades contemporâneos.
Vários cantores populares japoneses e grupos musicais famosos são oriundos das Ryūkyū. Isto inclui (dentre outros), o cantor Gackt, a cantora Namie Amuro, a cantora Mika Nakashima, a banda Stereopony, a cantora Olivia Lufkin, os grupos Da Pump e Orange Range.

## Cultura
A cultura de Okinawa desenvolveu-se de forma singular, incorporando influências estrangeiras dentro de um contexto cultural próprio. Essas influências vieram principalmente do Japão, mas também da China e do Sudeste Asiático. Devido a fatores históricos e geográficos, observa-se uma forte similaridade cultural com a ilha de Quiuxu. Muitos elementos culturais de Quiuxu podem ser encontrados em Okinawa, assim como aspectos da cultura okinawana são perceptíveis em Quiuxu.

##### Culinária
A culinária de Okinawa foi fortemente influenciada por diversos países desde tempos antigos. Em comparação com o Japão continental, os pratos okinawanos geralmente envolvem métodos de cozimento como ensopados, refogados e frituras, sendo menos comuns os pratos com alimentos crus, como sashimi. O tempero e o estilo culinário lembram bastante a cozinha da região de Quiuxu, refletindo a proximidade cultural entre as duas regiões.
Pratos típicos incluem:
・Goya champuru (ごーやちゃんぷるー)
・Okinawa soba (沖縄そば)
・Rafute (ラフテー)
・Taco rice okinawano (沖縄タコライス)
・Sopa soki (ソーキ汁)
・Sata andagi (さーたーあんだぎー)

## Geografia

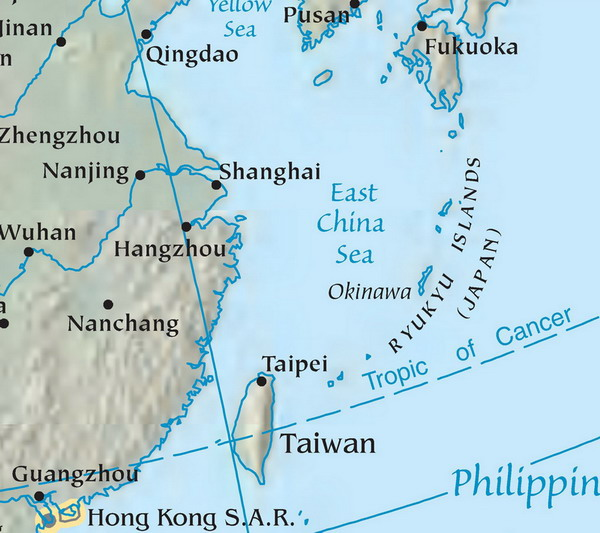
Okinawa, posicionado no leste da China, no meio das ilhas Ryūkyū

Próximo aos Trópicos, tem clima temperado onde cultiva-se cana de açúcar, banana, abacaxi, batata doce, entre outros.
O Trópico de Câncer corta o arquipélago de Okinawa, por isso é uma região de clima subtropical, onde as temperaturas alcançam uma mínima de 10 °C e máximas que podem atingir os 40 °C.
Suas praias são muito procuradas pelos japoneses de outras regiões devido à beleza, ao clima e às diversas estâncias turísticas existentes.

### Cidades
| - Ginowan - Hirara - Ishigaki - Itoman |  | - Miyakojima - Nago - Naha - Nanjo |  | - Okinawa - Urasoe - Uruma - Yomitan |

### Distritos
| - Kunigami - Miyako - Nakagami |  | - Shimajiri - Yaeyama |

## Demografia

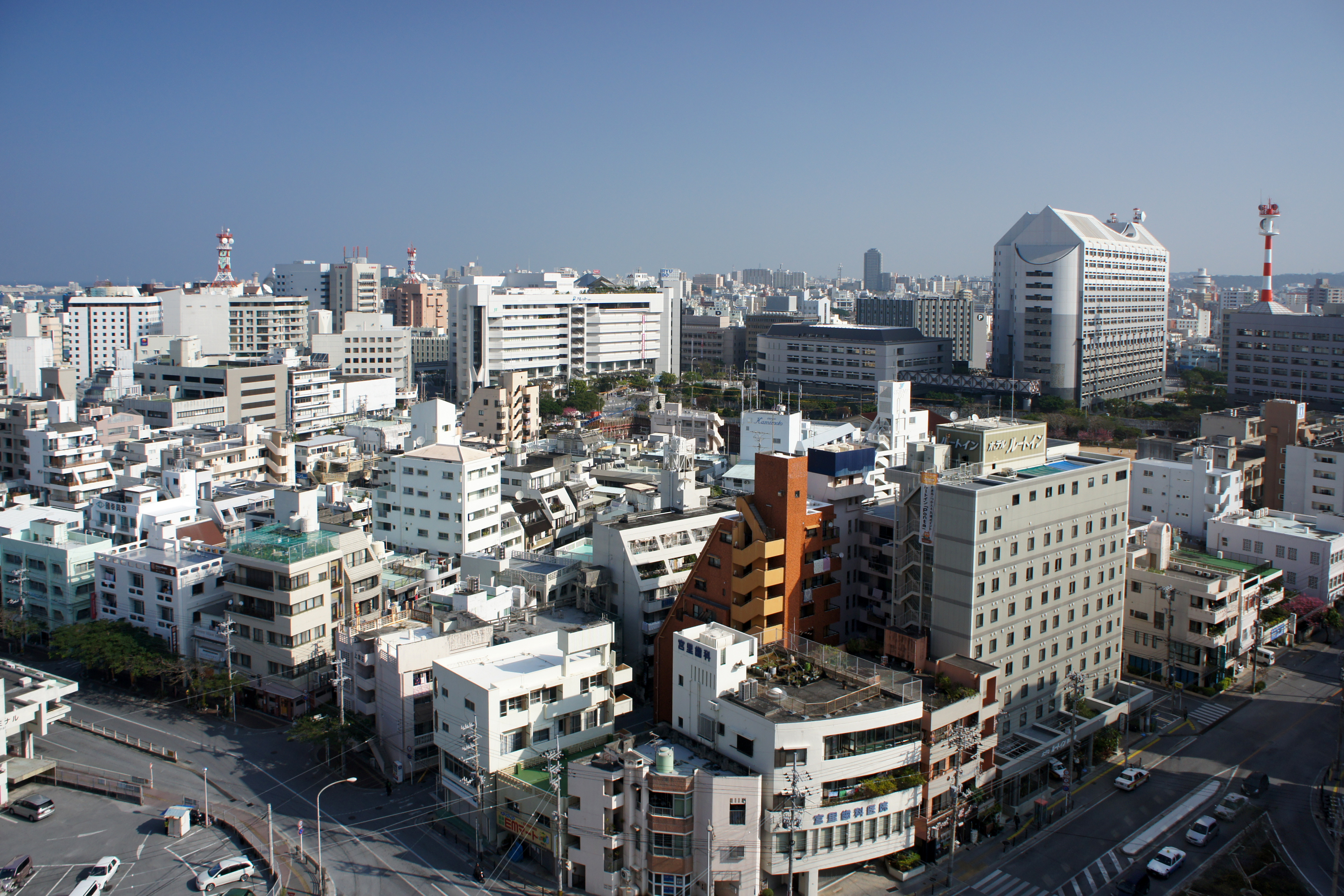
Cidade de Naha

| Idade | População |
| ----- | --------- |
| 0-4   | 84        |
| 5-9   | 85        |
| 10-14 | 87        |
| 15-19 | 94        |
| 20-24 | 91        |
| 25-29 | 97        |
| 30-34 | 99        |
| 35-39 | 87        |
| 40-44 | 91        |
| 45-49 | 96        |
| 50-54 | 100       |
| 55-59 | 64        |
| 60-64 | 65        |
| 65-69 | 66        |
| 70-74 | 53        |
| 75-79 | 37        |
| 80 +  | 55        |

| Homens | Idade | Mulheres |
| ------ | ----- | -------- |
| 43     | 0-4   | 41       |
| 44     | 5-9   | 41       |
| 45     | 10-14 | 42       |
| 48     | 15-19 | 46       |
| 46     | 20-24 | 45       |
| 49     | 25-29 | 48       |
| 49     | 30-34 | 50       |
| 43     | 35-39 | 44       |
| 46     | 40-44 | 45       |
| 49     | 45-49 | 47       |
| 52     | 50-54 | 48       |
| 32     | 55-59 | 32       |
| 32     | 60-64 | 33       |
| 32     | 65-69 | 34       |
| 24     | 70-74 | 29       |
| 14     | 75-79 | 23       |
| 17     | 80 +  | 38       |

Em Março de 2012, um estudo estatístico revelou que mais de 450 pessoas em Okinawa eram maiores de 100 anos de idade, o que rendeu à localidade o título de local mais saudável do mundo. Além disso, a esperança de vida para as mulheres era de 86 e 78 para os homens.
A dieta de Okinawa é responsabilizada pela longevidade dos habitantes. A cidade é classificada como uma das Zonas Azuis mundiais.

## Arquitetura
Okinawa possui diversos remanescentes de um tipo único de castelo ou fortaleza chamado Gusuku. Acredita-se que tais construções precedem os castelos japoneses.

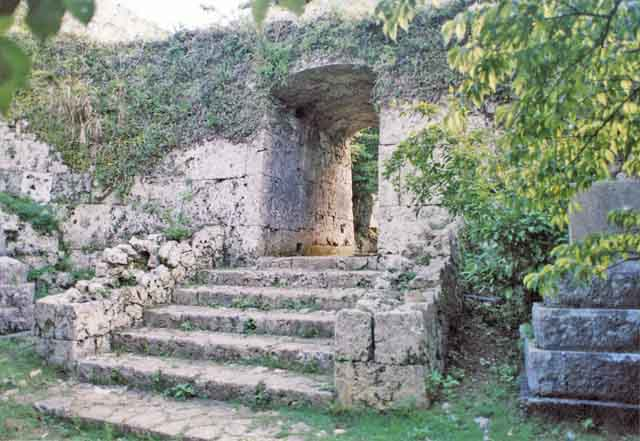
Ruínas de um Gusuku

Enquanto a maioria das casas no Japão é feita com madeira e permite a livre circulação do ar para combater a umidade, as típicas casas modernas de Okinawa são feitas de cimento ou concreto com janelas vedadas, para proteger seus moradores dos tufões. Os telhados também são projetados para serem resistentes a fortes ventos, com telhas presas ao cimento e não simplesmente apoiadas nestes, como seria feito em qualquer outro lugar no Japão.
Muitos telhados também possuem uma estátua circular de um leão ou de um dragão, chamada shisa, que supostamente protege a casa do perigo. Os telhados são geralmente vermelhos, inspirados no estilo chinês.

## Turismo

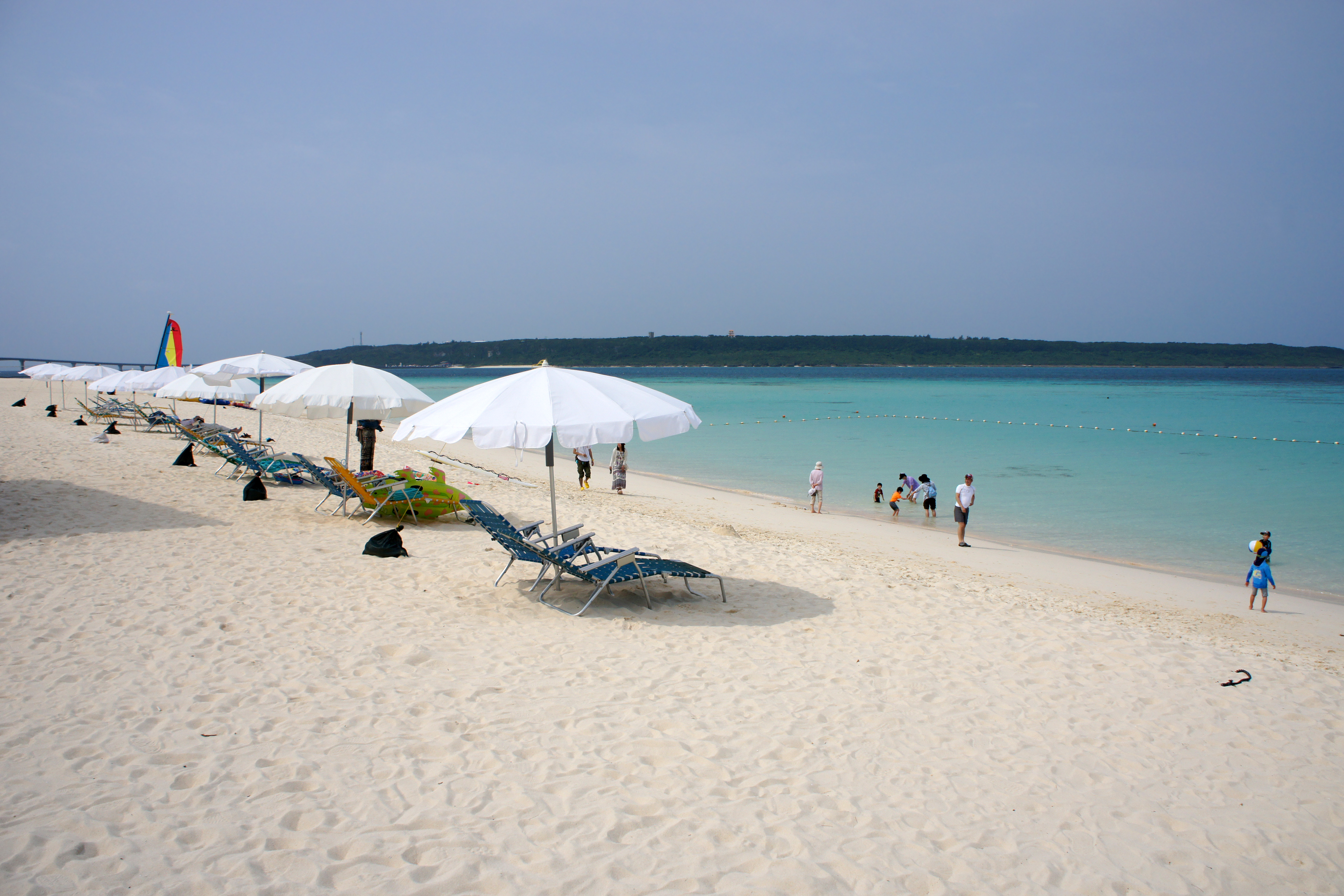
Praia de Yonaha Maehama, em Okinawa

Na sua culinária, diferente de outras regiões japonesas onde o peixe é ingrediente quase exclusivo, utiliza-se também a carne de porco e em ocasiões especiais a tradicional sopa de cabrito, o “hidjá no shirú”.
As ilhas Okinawa são conhecidas por “Havaí do Japão” devido às suas belas praias e pelo clima predominantemente quente.
O aeroporto principal das ilhas é Aeroporto de Naha, que possui voos para as ilhas principais do Japão, Coréia, Taiwan e China, além de receber aeronaves de outras ilhas do arquipélago.